# دوري الدرجة الثانية البرتغالي 2001–02
دوري الدرجة الثانية البرتغالي 2001–02 (بالبرتغالية: Liga de Honra de 2001–02) هو موسم من ليغا برو. فاز فيه موريرينسي.